# Cristatogobius aurimaculatus
Cristatogobius aurimaculatus es una especie de peces de la familia de los Gobiidae en el orden de los Perciformes.

## Morfología
- Los machos pueden llegar a alcanzar los 3,9 cm de longitud total.
- Número de vértebras: 26.[1]

## Hábitat
Es un pez de clima subtropical y demersal.

## Distribución geográfica
Se encuentra en el Pacífico occidental: el Japón, Papúa Nueva Guinea y Fiyi. 

## Observaciones
Es inofensivo para los humanos. 